# Hipogeu Pujol i Conill
L'Hipogeu Pujol i Conill és un sepulcre del municipi de Lloret de Mar (Selva) que forma part de l'Inventari del Patrimoni Arquitectònic de Catalunya. Aquest hipogeu està ubicat en l'Avinguda de Sant Josep del cementiri de Lloret de Mar i té com a matèria primera la pedra de Montjuïc. El monument va ser construït en el 1908 i en l'actualitat té com a propietari la família Tallada Castellà.

## Descripció
Es tracta d'una sepultura molt modesta si la comparem amb l'opulència i riquesa compositiva que podem contemplar en monuments de la talla del Panteó Casanovas i Terrats, el Panteó Costa i Macià, o bé en l'Hipogeu Conill i Aldrich.
La sepultura presenta dos punts capitalitzadors: per una banda, la làpida amb una gran flor incissa i amb el nom de la nissaga propietària de la tomba "FAMÍLIA TALLADA CASTELLÀ". Mentre que per l'altra el respatller ubicat en el fons de la sepultura, rematat en tres frontons, un de central coronat amb una Creu de Malta, i dos de menors als costats, introdueix la composició en el marc d'una estricta simetria, que serà interrompuda per la figura a la que servirà de fons. Es tracta d'una imatge femenina que es constitueix en centre d'atenció de l'hipogeu i que sembla desplaçar-se, girar el seu cos i el rostre vers el mur; malgrat l'èmfasi posat en el seu moviment, en el gir manté fins a cert punt la posició frontal, sense arribar a donar l'esquena. A les seves mans, que tenen tendència a ajuntar-se, sosté l'ofrena floral que conclou en el marge esquerre.
Comparant fotografies antigues, com la fotografia del llibre de Rosa Alcoy de 1990 pag. 186, amb actuals ens adonem ràpidament de dues coses: per una banda, en la fotografia antiga en la làpida apareix el nom d'Agostí Pujol i Conill, mentre que en l'actualitat apareix "FAMÍLIA TALLADA CASTELLÀ". Mentre que per l'altra en la fotografia antiga la pedra de la sepultura apareix extremadament bruta i descuidada, mentre que en l'actualitat està molt neta i brillant. Aquests dos fets es poden interpretar de la següent manera: la tomba va canviar de propietari, cosa que explicaria el canvi de nom en la làpida, i en aquest procés de traspàs de poders quant a la propietat es procediria a netejar hostensiblament la sepultura, cosa que provoca que avui en dia la tomba ofereixi un magnífic estat de conservació.

## Història
La construcció de l'hipogeu Pujol i Conill i paral·lelament la de l'Hipogeu Durall i Carreras, l'Hipogeu Bandrich, l'Hipogeu Conill i Aldrich i l'Hipogeu Mataró i Vilallonga també al cementiri de Lloret s'han atribuït a l'arquitecte Bonaventura Conill i Montobbio, el qual va ser un arquitecte i dibuixant del segle XIX-XX, nascut a Barcelona en el 1875 i mort en la mateixa ciutat en el 1946.
Amb el títol d'arquitecte expedit el 1898, va ser un visitant asidu del taller d'Antoni Gaudí. Si Puig i Cadafalch es reconeixia deixeble de Domenech i Montaner, al mestratge del qual caldria afegir el de Gallissà, Bonaventura Conill manifestà de forma oberta i incondicional l'admiració que sentia per Gaudí. Obra seva va ser la moderna església Parroquial de Lloret de Mar. En la seva joventut va combinar les tasques d'arquitecte amb les d'il·lustrador, col·laborant en el setmanari Cu-Cut de Barcelona.
A part d'aquest hipogeu Bonaventura Conill i Montobbio també és el responsable de la factura de dos edificis importants de Lloret de Mar com són, per una banda l'Antic Escorxador actual casal de joves de Lloret, mentre que per l'altra l'Antic Can Gelats.